# Nestlé

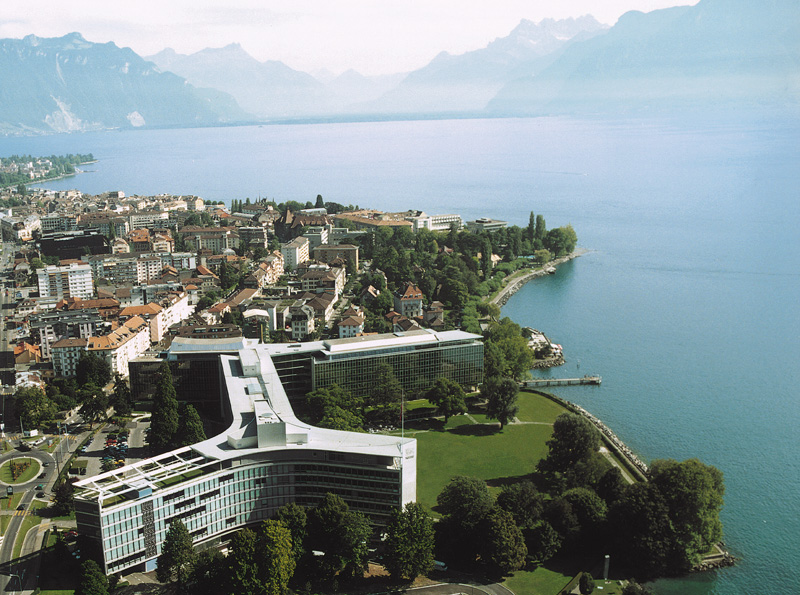
Sediul Nestlé în Elveția, la Vevey, cantonul Vaud

Nestlé (deutsch [ˈnɛstlə]; international [nɛsˈtle]) este o companie multinațională din industria alimentară și una dintre cele mai importante concerne elvețiene. A fost fondată în Elveția, la Vevey, cantonul Vaud, locul unde și-a stabilit sediul. Nestlé a avut la bază asocierea a două companii: una anglo-elvețienă producătoare de lapte care a fost întemeiată în 1867 de frații George și Charles Page și „Farine Lactée Henri Nestlé” creată de Henry Nestlé în 1866.
Compania Nestlé s-a dezvoltat semnificativ în perioada celor două războaie mondiale când a început să comercializeze și alte produse în afară de lapte condensat sau alimente destinate nou născuților. În prezent, societatea este răspândită în 86 de țări și are peste 280.000 de angajați.
Compania este cel mai mare grup alimentar din lume.
Nestlé se situează pe primul loc la nivel global pe piața apelor minerale îmbuteliate, în anul 2008, cu o cotă de 19,2%, devansând Coca-Cola, cu 9,4%, Danone, cu 8%, și Pepsi, cu 4,8%.
Număr de angajați în 2008: 283.000
Cifra de afaceri în 2008: 109,9 miliarde franci elvețieni
Venit net în 2008: 18 miliarde franci elvețieni (15 miliarde dolari)

## Nestle în România
Compania este prezentă și în România, unde a avut vânzări de 500 de milioane lei (circa 150 milioane euro) în anul 2009.
Nestle este cel mai mare jucător pe segmentul cafelei solubile din România, cu marca Nescafe.
Compania deține o fabrică de napolitane la Timișoara.
A mai deținut o linie de îmbuteliere a apei Ana Vie lângă Miercurea Ciuc, pe care a transferat-o în anul 1999.
În anul 2008, a închis și fabrica de înghețată de lângă București, și a mutat liniile de producție la unitatea din Varna, Bulgaria.

## Pronunție
În prezent, în țările unde se vorbește limba engleză, versiunea franceză a cuvântului „Nestlé” este cea mai folosită ( /ˈnɛsleɪ/). Cu toate acestea, pronunția utilizată în acele țări pe parcursul secolului XX era /ˈnɛsəl/, asemenea verbului englezesc „nestle”. Această pronunție a reapărut în jingle-ul din 1960 al reclamei pentru „/ˈnɛsəl/'s Milky Bar”.

## Istoric

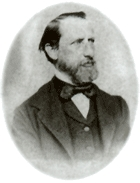
Henry Nestlé

Compania datează din anul 1867, când au fost înființate două societăți elvețiene ce au stat la baza formării Nestlé. Pe parcursul următoarelor decenii, cele două companii rivale și-au extins afacerile pe teritoriul Europei, dar și cel al Statelor Unite ale Americii.
În august 1867, frații George și Charles Page, care proveneau din Lee County, Illinois, S.U.A., au întemeiat la Cham (Elveția) „Compania anglo-elvețiană de lapte condensat”. Prima piață de desfacere a produselor firmei a fost cea britanică, la Chippenham, Wiltshire, în 1873.
În septembrie 1867, la Vevey, Henri Nestlé a creat hrană pe bază de lapte pentru nou-născuți și la scurt timp a început să o comercializeze. În anul următor, Daniel Peter a început perfecționarea invenției lui Henri Nestlé, proces care durat 7 ani și a fost decisiv pentru fabricarea de ciocolată. Daniel Peter trebuia să găsească o soluție pentru eliminarea cantității de apă din laptele folosit la prepararea ciocolatei. Această soluție trebuia să prevină apariția mucegaiului. Henri Nestlé s-a retras în 1875, dar noua conducere a companiei a păstrat numele „Farine Lactée Henri Nestlé”. Sediul din S.U.A. era la Glendale, California.
În 1877 „Compania anglo-elvețiană” a început să producă hrană pe bază de lapte pentru nou născuți, iar în anul următor Nestlé a adăugat gamei de produse lapte condensat. Din acel moment, societățile au devenit concurente.
În 1905 cele două companii s-au unit sub numele: Nestlé și Compania anglo-elvețiană de lapte condensat, menținându-și această denumire până în 1947. O dată cu achiziția Fabricii de produse Maggi S.A. (fondată în 1884) și a societății comerciale Alimentana S.A. din Kempttal, Elveția se trece la denumirea Nestlé Alimentana S.A. Maggi era un producător important de concentrate pentru supă și alte produse similare. Numele Nestlé a fost adoptat în 1977. La începutul secolului XX, compania avea sedii de producție în S.U.A., Marea Britanie, Germania și Spania. Datorită primului război mondial a crescut cererea pentru produsele lactate și s-au încheiat contracte guvernamentale în acest sens, iar la sfârșitul războiului producția Nestlé s-a dublat.După război, contracte guvernamentale s-au anulat, iar consumatorii au revenit la produse lactate proaspete. În această situație, managementul Nestlé a reacționat prompt prin simplificarea operațiunilor și reducerea datoriei. 
După 1920 compania și-a extins gama de produse și a început să comercializeze ciocolată, devenind astfel al doilea obiect de activitate al societății. Efectele celui de-al doilea război mondial au fost resimțite imediat de către companie. Profitul a scăzut de la 20 de milioane de dolari în 1938 la 6 milioane de dolari în 1939. Au fost deschise noi fabrici în țările aflate în curs de dezvoltare, mai ales în America Latină.
Totuși războiul contribuie la răspândirea celui mai nou produs al companiei, Nescafé ("Cafeaua Nestlé ") care devine băutura de bază a armatei americane. Producția și vânzările au crescut pe timpul economiei de război.
Sfârșitul celui de-al doilea război mondial a reprezentat startul unei noi faze în evoluția companiei Nestlé. Dezvoltarea devenea rapidă și se achiziționau alte companii. În 1947 s-a adăugat Maggi, un producător cunoscut de condimente și supe. Au urmat Crosse & Blackwell în 1950, Findus (1963), Libby (1971) și Stouffer (1973). S-a ajuns la o diversificare a activității companiei datorită împărțirii de acțiuni cu L'Oréal în 1974., Nestlé a început încă un domeniu de activitate în afara sferei alimentare, în 1977 prin achiziționarea Alcon Laboratories Inc.
În 1984, Nestlé realizează o serie de alte achiziții printre care lanțul alimentar de origine americană Carnation, iar în 1988 fabrica britanică de dulciuri Rowntree Mackintosh care i-a permis companiei să utilizeze brandul Willy Wonka.
Prima jumătate a anilor ‘90 s-a dovedit a fi favorabilă companiei Nestlé.
Au fost dizolvate barierele de comerț, iar piețele mondiale au început să asimileze mai mult sau mai puțin zonele de comercializare. Din 1996 s-au făcut o serie de achiziții printre care San Pellegrino (1997), Spillers Petfoods (1998) și Ralston Purina (2002). În America de Nord s-au realizat două mari achiziții, ambele în iunie 2002. Prima a fost marele producător american de înghețată Dreyer's, iar cealaltă a fost Chef America, producătorul produselor de patiserie Hot Pockets. În aceeași perioadă, Nestlé a fost pe cale de a cumpăra Hershey's, una din cele mai mari societăți rivale, dar achiziția nu a mai avut loc. O nouă investiție a fost programul de slăbit a lui Jenny Craig, în valoare de 600 de milioane de dolari.
În decembrie 2005, Nestlé a cumpărat compania grecească Delta Ice Cream pentru 240 de milioane de euro. Din ianuarie 2006, a început să aibă controlul total asupra Dreyer, devenind astfel cel mai mare producător mondial de înghețată ce deținea 17,5% din acțiunile de piață.
În noiembrie 2006, Nestlé achiziționează Divizia medicală de nutriție de la Novartis Pharmaceutical pentru 2,5 bilioane de dolari, urmând ca în 2007 să cumpere un produs de aromatizare a laptelui denumit Ovaltine.
Nestlé s-a întors la obiectul inițial de activitate în aprilie 2007 prin achiziționarea producătorului american de hrană pentru bebeluși Gerber pentru suma de 5,5 bilioane de dolari.
În decembrie 2007, Nestlé a intrat într-un parteneriat strategic cu producătorul belgian de ciocolată, Pierre Marcolini. Nestlé a căzut de acord să vândă acțiunile de control de la Alcon către Novartis în ianuarie 2010. Vânzarea a făcut parte dintr-o ofertă de 39,3 bilioane de dolari americani din partea Novartis pentru întreaga achiziție a celei mai mari companii producătoare de produse oftalmologice.
În martie 2010, Nestlé achiziționează afacerea nord americană de pizza congelată ce aparținea companiei Kraft pentru suma de 3,7 bilioane de dolari.
În iulie 2011, Nestlé SA a căzut de acord în privința cumpărării a 60 procente din Hsu Fu Chi International Ltd. Pentru 1,7 bilioane de dolari.

## Produse
Nestlé deține 6000 de mărci de alimente, cu o largă varietate de produse disponibile în numeroase piețe de desfacere. Printre aceste preparate se numără: 
- Cafea: Nescafé, Nespresso etc.
- Apă îmbuteliată: Buxton, Perrier etc.
- Băuturi: Nesquik, Milo, Carnation etc.
- Ciocolată: Milky Bar, After Eight etc.
- Înghețată: Häagen-Dazs, Skinny Cow etc.
- Cereale: Cheerios, Golden Nuggets, Shreddies etc.
- Produse pentru nou născuți: incluzând produsele Gerber
- Produse nutritive: Nesvita, PowerBar etc.
- Condimente, supe, sosuri: Maggi, Buitoni etc.
- Produse congelate: Findus, Lean Cuisine etc.
- Dulciuri: Rowntree, Caramac, Wonka etc.
- Mâncare pentru animale de companie: Winalot, Felix, Friskies, Purina. Etc

## Afacerea

### Management
Conducerea executivă îi are în componență pe:
Peter Brabeck-Letmathe, Președintele Consiliului de directori, Nestlé S.A.
Paul Bulcke, Chief Executive Officer, Nestlé S.A.
Werner Bauer, Executive Vice President, Nestlé S.A., Chief Technology Officer, Conducător de inovație, tehnologie, cercetare și dezvoltare 
Friz van Dijk, Vicepreședinte executiv, Nestlé S.A. Asia, Oceania, Africa, Orientul Mijlociu
Chris Johnson, Vicepreședinte executiv, Nestlé S.A. Statele Unite ale Americii, Canada, America Latină, Caraibe
José Lopez, Vicepreședinte executiv, Nestlé S.A. Operations, GLOBE
John J. Harris, Vicepreședinte executiv, Nestlé S.A. Chairman & CEO al Nestlé Waters
Nandu Nandkishore, Vicepreședinte executiv, Nestlé S.A. CEO al Nestlé Nutrition
James Singh, Vicepreședinte executiv, Nestlé S.A. Finanțe și control, legal, IP, taxe, servicii de afaceri globale Nestlé 
Laurent Freixe, Vicepreședinte executiv, Nestlé S.A. Europa
Petraea Heynike, Vicepreședinte executiv, Nestlé S.A. Unități strategice de business, Marketing, Vânzări și Nespresso
Marc Caira, Vicepreședinte executiv secund, Nestlé S.A. Conducător al diviziunii profesionale de strategie de business Nestlé 
Jean-Marc Duvoisin, Vicepreședinte executiv secund, Nestlé S.A. Conducător al centrului de resurse umane și de administrație 
Potrivit unui sondaj global de opinie al consumatorilor online realizat în 2006, de către Reputation Institute, Nestlé a obținut scorul 70,4 pe o scară de la 1 la 100.

### Venituri
În 2009, vânzările atingeau 107,6 bilioane de franci elvețieni și un profit net de 10,43 bilioane de franci elvețieni. Investiția de cercetare și dezvoltare valora 2,02 bilioane de franci elvețieni.
Vânzări în scădere: 27% din băuturi, 26% dintre lactate și produse alimentare, 18% din semipreparate, 12% din ciocolată, 11% din produsele pentru animale de companie, 6% din produsele farmaceutice și 2% din lapte praf.
Vânzări în scădere în funcție de aria geografică: 32% din Europa, 31% din America (26% din S.U.A.), 16% din Asia, 21% restul lumii.

### Asociați
Nestlé deține 26.4% din acțiunile L'Oréal, cea mai mare companie de cosmetice și produse de înfrumusețare. Laboratoires Inneov este un asociat Nestlé și L'Oréal pentru produse cosmetice nutritive, iar Galderma este asociat cu L'Oréal pentru dermatologie. Printre alte parteneriate se includ Cereal Partners Worldwide cu General Mills, Beverage Partners Worldwide cu Coca-Cola, și Dairy Partners Americas cu Fonterra.

### Etică și dezvoltare durabilă
În 2000, Nestlé împreună cu alte companii producătoare de ciocolată au format World Cocoa Foundation. Această fundație a fost creată pentru a soluționa problematica legată de fermierii care cultivă cacao, incluzând aici și modul ineficient de cultivare și îngrijire (o mare parte a recoltei din Brazilia a fost afectată de boli). World Cocoa Foundation se axează pe creșterea veniturilor fermierilor, încurajarea tehnicilor dezvoltării durabile în procesul de cultivare și crearea unor programe de protecție socială și de mediu.
Nestlé este membru fondator al International Cocoa Initiative, o fundație independentă creată în 2002 cu scopul de a stopa munca forțată și sclavia minorilor în plantațiile de cacao, precum și eliminarea traficului de copii sau a practicilor abuzive de muncă. Totuși, nu există dovezi clare că Nestlé ar fi redus într-adevăr practicile de muncă ale minorilor mai ales în țări asemenea Coastei de Fildeș.
În Octombrie 2009, Nestlé a anunțat Planul pentru cacao. Compania va investi pe durata a 10 ani, 110 milioane de franci elvețieni pentru a obține resurse de cacao pe termen lung. Pe data de 23 octombrie 2009, Nestlé și Centrul național al Coastei de Fildeș pentru cercetarea plantelor au semnat un acord pentru cooperare în știința plantelor și a răspândirii lor, cu o țintă a producției de un milion de vlăstari de cacao de cea mai bună calitate până în anul 2012. Scopul acordului este înlocuirea arborilor vechi cu alții tineri, sănătoși și productivi.
Din ianuarie 2010 Nestlé relansează în Marea Britanie și Irlanda marca Kit Kat prin respectarea politicii de comerț conectată cu dezvoltarea durabilă.

## Controverse și critici

### Strategia de marketing
Una dintre cele mai mari controverse în care este implicată Nestlé privește promovarea utilizării laptelui praf, mai ales în țările dezvoltate. Aceasta a atras atenția în mod semnificativ în 1977 în urma boicotării companiei, proces care se derulează chiar și în prezent. Nestlé continuă să atragă atenția datorită încălcării unui cod emis în 1981 al Organizației Mondiale a Sănătății privitor la reclamele ce privesc înlocuirea laptelui matern cu laptele praf. Politica Nestlé susține că laptele matern este cea mai bună sursă de hrănire pentru nou născuți, dar mamele sunt cele care decid dacă au sau nu nevoie de o alternativă pentru hrănirea potrivită a bebelușilor.

### Datoria Etiopiei
În 2002, Nestlé a cerut Etiopiei să-i plătească datoria în valoare de 6 milioane de dolari. Atunci țara trecea printr-o severă criză alimentară. Nestlé a renunțat la cerere după ce mai mult de 8500 de persoane s-au plâns companiei de politica guvernamentală a Etiopiei. Nestlé a decis să reinvestească orice sumă primită de la Etiopia în acestă țară.

### Melamina din laptele chinezesc
La sfârșitul lui septembrie 2008, guvernul Hong Kong susținea că a depistat melamină în laptele companiei Nestlé. Laptele furnizat de o firmă de lactate asiatică provenea din orașul chinez Qingdao. Nestlé a afirmat că toate produsele erau în regulă și nu conțineau lapte intoxicat cu melamină. Totuși, pe data de 2 octombrie 2008, Ministerul Sănătății din Taiwan a anunțat că 6 tipuri de lapte praf produse în China de către Nestlé conțineau melamină, într-o cantitate scăzută și că au fost scoase din comerț.

### Greenwashing
O coaliție de grupuri preocupate de mediul înconjurător au depus o plângere împotriva Nestlé către Codul canadian al standardelor de publicitate după ce compania a retras o serie de reclame în octombrie 2008 susținând că „Majoritatea sticlelor folosite pentru îmbutelierea apei sunt reciclate și se evită îngroparea lor în sol”, „Nestlé Pure Life este o alegere sănătoasă și potrivită protecției mediului” și „Apa îmbuteliată este cel mai responsabil produs de consum din lume în ceea ce privește mediul înconjurător”. Un purtător de cuvânt al unuia dintre grupurile preocupate de mediul înconjurător a declarat: „Nu este admisibil pentru Nestlé să afirme că apa lor îmbuteliată este superioară oricărui produs de consum din lume când vine vorba de protecția mediului”. În raportul din 2008, chiar Nestlé declară că multe dintre sticle au ajuns printre alte gunoaie solide și că nu au fost reciclate. Campania de publicitate a fost denumită greenwashing.

### Fermele din Zimbabwe
La sfârșitul lui septembrie 2009, a ieșit la iveală faptul că Nestlé cumpăra lapte de la fermele ilegal preluate și conduse de soția lui Robert Mugabe, Grace Mugabe. Regimul politic al lui Mugabe este supravegheat de Uniunea Europeană. Ulterior Nestlé a încetat să mai cumpere lapte de la acele ferme.

### Uleiul de palmier
Despădurirea rapidă din Borneo și alte regiuni pentru crearea unor plantații de palmieri are ca urmare eliberarea unor cantități imense de dioxid de carbon în atmosferă. Mai mult decât atât distrugerea pădurilor tropicale reprezintă un pericol pentru speciile pe cale de dispariție precum urangutanul. Atenția publică s-a orientat către impactul pe care îl are uleiul de palmier asupra mediului și rolul companiilor multinaționale ca Nestlé, implicate în acest caz. Această problemă reprezintă o preocupare pentru o serie de organizații non-guvernamentale printre care și Greenpeace.
Pe pagina oficială de Facebook, compania s-a confruntat cu „o invazie de critici din partea consumatorilor, după ce o serie de utilizatori Facebook au postat comentarii negative despre practicile de afaceri ale companiei.” Încercarea Nestlé de a-și atenua criticile printre care aparițiile din presă de tipul: „Nestlé greșește la social media” sau „Nestlé pierde credibilitatea pe Facebook”. Directorul Nestlé, Peter Brabeck-Letmathe, a declarat în urma unei întrebări adresate de Greenpeace la adunarea generală a companiei ce a avut loc în Lausanne în 15 aprilie 2010 că în anul 2009 Nestlé a folosit 320000 de tone de ulei de palmier din întreaga lume, comparând această cantitate cu 500000 de tone de ulei de palmier utilizate doar în Germania și Italia.
În mai 2010, Nestlé a declarat că va invita The Forest Trust, un grup non-profit, pentru a examina lanțul de furnizori și a promis că va anula contractele cu firmele care vor fi depistate că sunt responsabile de tăierea pădurilor tropicale în schimbul producerii de ulei de palmier care este folosit pentru KitKat, Aero și Quality Street.
Greenpeace a fost de acord cu înțelegerea promițând s-o monitorizeze atent.

### E.coli
În iunie 2009, o epidemie cu bacteria E. Coli O157:H7 a avut legătură cu aluatul recongelat pentru prăjituri Nestle, bacterie care provenea dintr-o plantă din Danville, Virginia. 
În S.U.A. au existat cel puțin 69 de îmbolnăviri în 29 de state, dintre care jumătate au necesitat spitalizare. După epidemie, Nestle a retras 30000 de bucăți din acel aluat. Nu se cunoaște felul în care s-a produs contaminarea, deoarece nu se cunoaște posibilitatea ca bacteria E.coli să poată exista într-unul din ingredientele folosite în fabricarea aluatului.

### Sclavie infantilă
Documentarul „Partea neagră a ciocolatei”, apărut în 2010 susține că Nestle achiziționează fructe de cacao culese de copii sclavi de pe plantațiile Coastei de Fildeș. Minorii au de regulă vârste cuprinse între 12-15 ani, iar unii sunt aduși din țările vecine. În septembrie 2001, Bradley Alford, director și CEO al Nestle S.U.A., a semnat Protocolul Harkin-Engel care este un acord internațional ce are ca scop stoparea folosirii forței de muncă a minorilor în producția de cacao. O operațiune din 2009 a poliției condusă de INTERPOL și ofițeri ai Coastei de Fildeș au găsit 54 de copii și au arestat 8 dintre persoanele implicate în recrutarea copiilor.